# Atsushi Shirai
Pour les articles homonymes, voir Shirai.
Atsushi Shirai (白井 淳, Shirai Atsushi) est un footballeur japonais né le 18 avril 1966.